# Boliche pinos de vela
O boliche pinos de vela (em inglês, "candlepin bowling") é um esporte da família do boliche praticado em grande parte nas províncias marítimas canadenses e na região da Nova Inglaterra, nos Estados Unidos. É jogado com uma bola que cabe na mão e pinos altos e estreitos que lembram velas, daí o nome.

## Comparação com boliche de dez pinos
Como em outras formas de boliche, os jogadores rolam as bolas por uma pista de 60 pés de comprimento (aproximadamente 18 metros) feita de madeira ou material sintético para derrubar o máximo de pinos possível. As diferenças entre o boliche pinos de vela e o boliche com dez pinos incluem:
- O Candlepin envolve três arremessos por frame, em vez de dois como no jogo de dez-pinos.
- As bolas de Candlepin são muito menores, sendo de 11,43 cm de diâmetro e têm um peso máximo de cerca de 1,11 kg. Elas têm peso quase idêntico ao seu respectivo pino, ao contrário das bolas de dez pinos, cujo peso máximo permitido é mais de quatro vezes a de seu respectivo pino.
- Nenhum óleo é aplicado na pista, então a bola não desliza, mas rola por toda a pista.
- As bolas de Candlepin não têm furos para os dedos.
- Os pinos de vela são mais finos, o que aumenta a quantidade de espaço entre os pinos, reduzindo ainda mais strikes e spares.
- Os pinos caídos (chamados de "madeira") não são removidos entre os arremessos durante um frame, desde que o pino inteiro fique atrás da linha de "madeira morta", que é de 24 polegadas (60,96 cm) à frente do ponto central do pino 1 (pino mais perto do jogador). Madeira nas calhas é "madeira morta", o que significa que, se a bola fizer o primeiro contato com ela, os pinos derrubados não contam, nem são recolocados.

## História

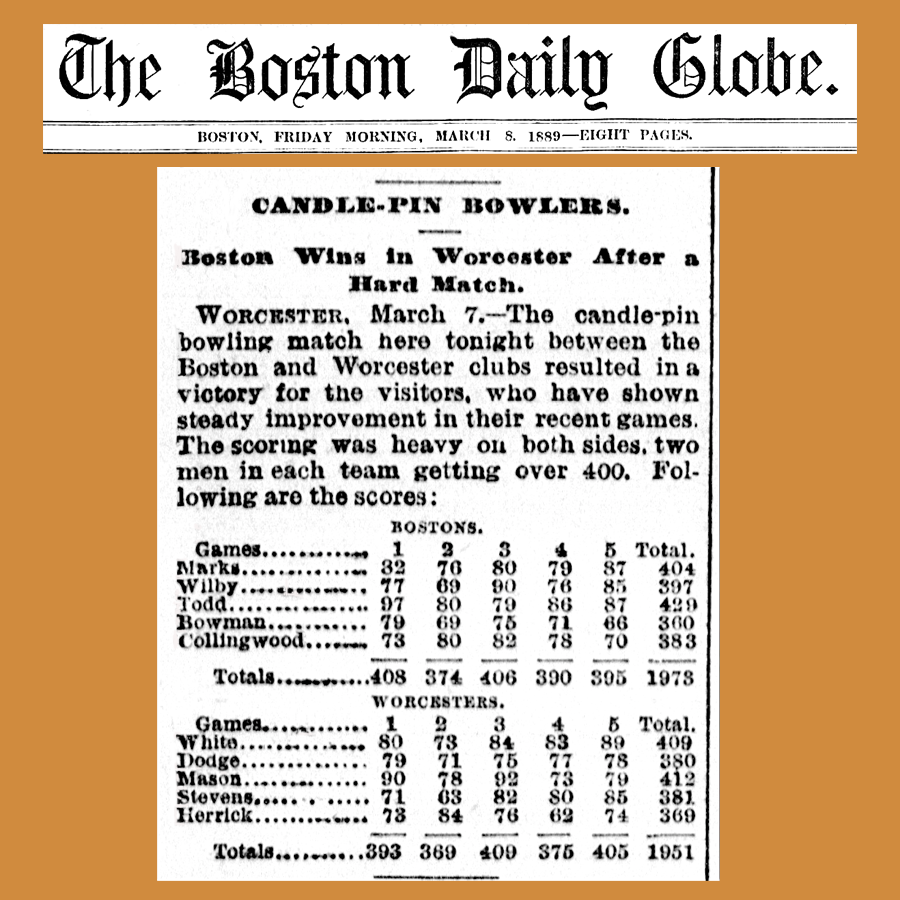
Artigo de jornal de 1889 mostrando os resultados de uma partida entre os "Candle-Pin Bowlers" de Boston e Worcester. A pontuação média foi de 78.

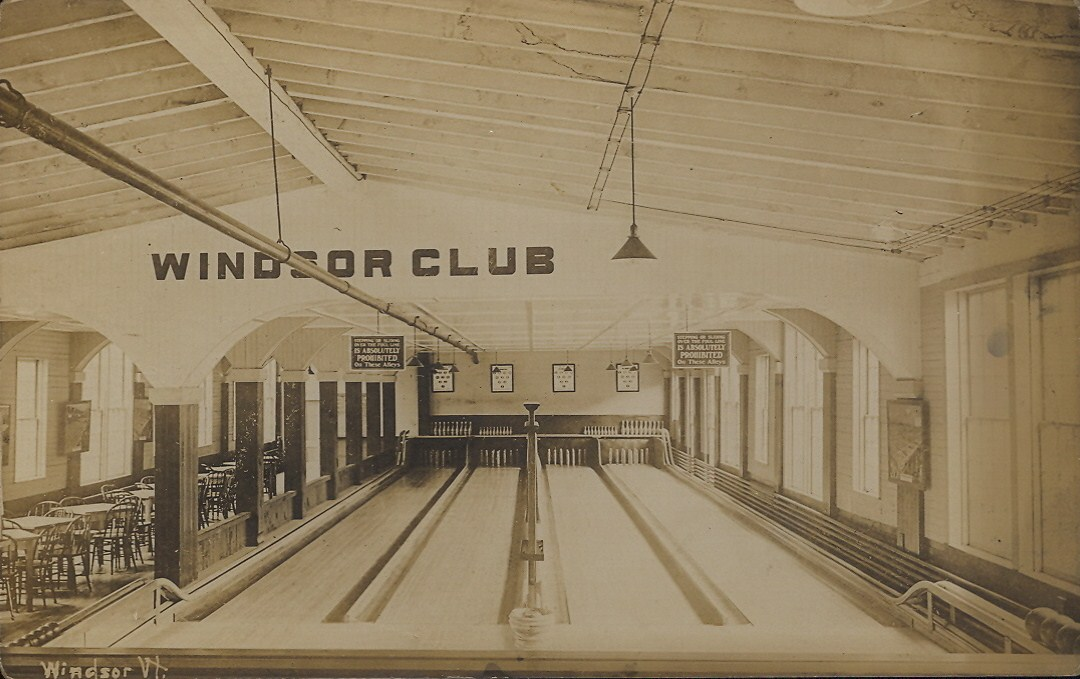
Uma pista de boliche em Windsor, Vermont, Estados Unidos, por volta de 1910. Pinos de dez pinos e pinos de pato são armazenados em uma prateleira atrás das áreas de boliche, sugerindo que as mesmas pistas de boliche eram usadas pelas diferentes variações do esporte.

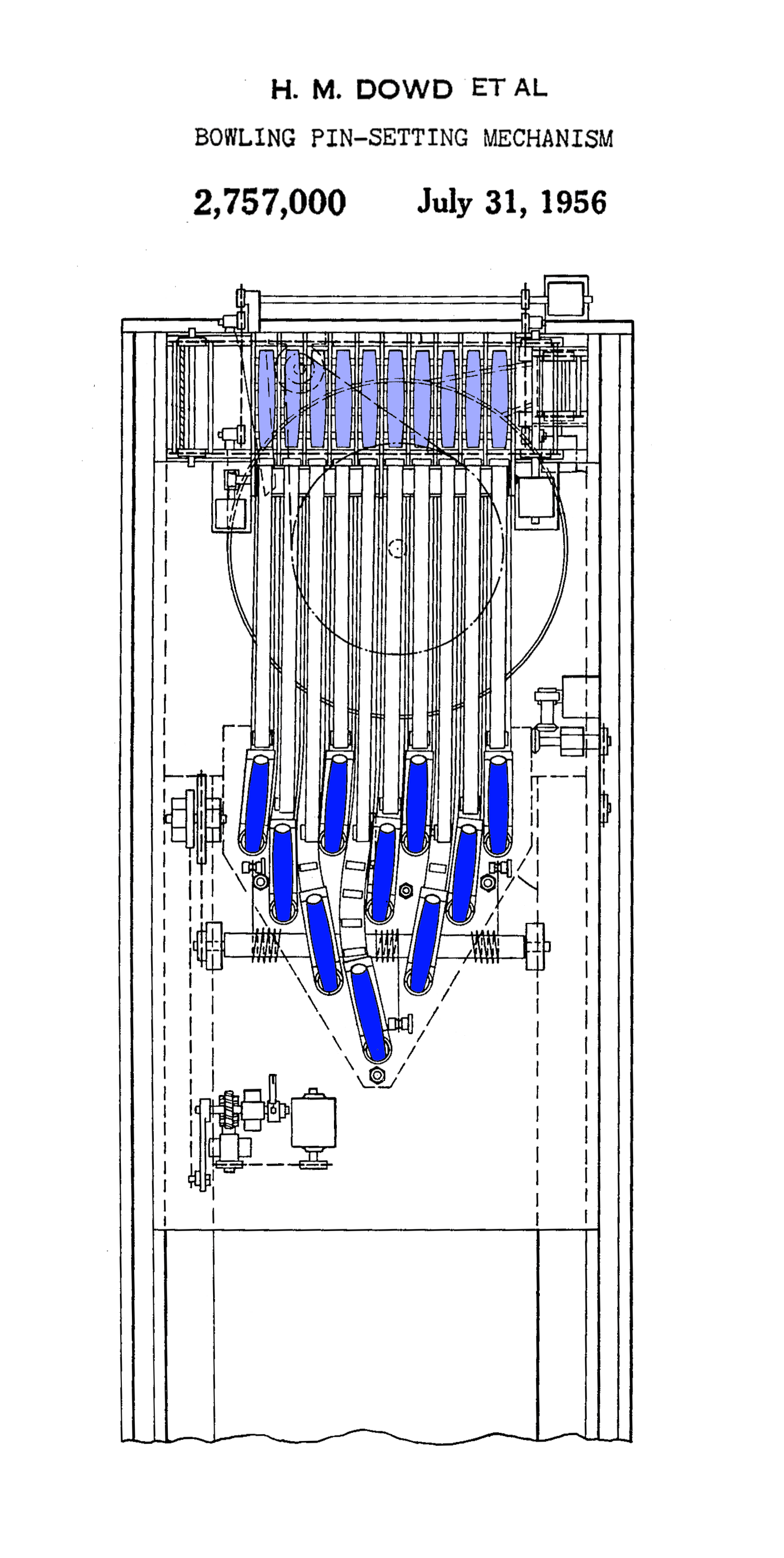
Um desenho de uma patente de 1956 emitida aos inventores do primeiro armador automático de pinos de vela. (Sombreamento azul não original.)

O site da International Candlepin Bowling Association (ICBA) afirma que o boliche candlepin foi jogado pela primeira vez em 1880 em Worcester, Massachusetts,  acredita-se que tenha sido desenvolvido por Justin White, proprietário de uma sala de bilhar e boliche.  Um artigo de 1987 da Sports Illustrated afirmou que o jogo foi inventado em 1881 naquela cidade por John J. Monsey, um jogador de bilhar,  que é reconhecido por padronizar o jogo.  Um aviso de jornal de 1891  mostra a introdução incremental de um único "conjunto de boliche candle-pin" em uma pista de boliche que originalmente hospedava outros tipos de boliche. Em 1906, Monsey criou o Congresso Nacional Duckpin e Candlepin, que regulamentou o tamanho da bola, o formato e o tamanho do pino e as características da superfície da pista, facilitando a formação de ligas e outras competições. 
Originalmente, os pinos tinham cerca de 25mm de espessura, semelhantes a velas, que se acredita terem dado origem ao nome, candlepins.  Um artigo de jornal de 1888 referiu-se a pinos de cerca de 51mm.  Ambos eram mais finos do que os modernos pinos de vela que são especificados para serem  aproximadamente 75mm de espessura.  No final da década de 1960, os pinos de vela de plástico começaram a substituir os pinos de vela de madeira, uma mudança que alguns pensaram que exigia uma mudança na estratégia do jogo. 
Em 1947, os advogados Howard Dowd e Lionel Barrow superaram a necessidade de armadores de pinos humanos ao inventar o primeiro armador automático de pinos de vela,  chamado de "Bowl-Mor", tendo os dois inventores recebido uma patente emitida em 1956. 
As estações WHDH-TV/5 e a licenciada posterior do canal 5, WCVB-TV, exibiram o primeiro programa televisionado de boliche de candlepin de 1958 a 1996 e, em 1964, o Boston Globe lançou seu próprio torneio anual de candlepin.  Em 1965, o World Candlepin Bowling Council (WCPC) começou seu Hall da Fama, introduzindo o comentarista do WCVB Don Gillis em 1987.  Em 1973, a estação WHDH começou a transmitir Candlepins for Cash, permitindo que os competidores ganhassem um jackpot ao fazer um strike. 
Em 1986, foi formada a International Candlepin Bowling Association (ICBA). 
A pontuação mais alta sancionada para candlepin é 245, alcançada em 1984 (Ralph Semb, Erving, Massachusetts ) e novamente em 13 de maio de 2011 (Chris Sargent, Haverhill, Massachusetts ). 

## Jogabilidade
Os pinos de vela têm 15,75 (aproximadamente 40cm) polegadas de altura e 2,9375 polegadas (aproximadamente 75mm) de diâmetro. As bolas têm 4,5 polegadas de diâmetro e são mais leves que um único pino de vela.  
Uma pista de boliche de vela, quase idêntica a uma pista de boliche de dez pinos, tem uma área de aproximação (ou "área de approach") de 14 a 16 pés (cerca de 4,3 a 4,9m) para o jogador lançar, e, depois, a pista propriamente dita, que é uma superfície de bordo de aproximadamente 1,05 metros de largura, delimitada em ambos os lados por canaletas. A pista é separada do approach por uma "linha de falta" comum à maioria dos esportes de boliche, que os jogadores não devem cruzar. Na extremidade da pista estão os pinos, 60 pés da linha de falta até o centro do pino 1, posicionado por uma máquina armadora que ocupa espaço acima e atrás dos pinos. Ao contrário de uma pista de dez pinos, que tem uma superfície nivelada da linha de falta até a extremidade traseira do "deck de pinos", uma pista de pinos de vela tem a superfície onde os pinos fica rebaixada cerca de 11mm. Essa superfície onde os pinos ficam pode ser feita de metal com superfície dura, fenólico, plástico de alta densidade ou um material sintético. Ao fundo dos pinos, há uma área bem rebaixada chamada "pit" para os pinos e bolas caírem. Um batente de borracha resistente, com uma cortina preta, segura os pinos e bolas que voam, fazendo com que caiam no pit. Geralmente, há assentos atrás da área de aproximação para companheiros de equipe, espectadores e para a contagem de pontos.
Os próprios pinos de vela são aproximadamente 40cm de altura, têm um formato cilíndrico que se estreita igualmente em direção a cada extremidade (e, portanto, não têm uma extremidade "superior" ou "inferior" distinta, ao contrário de um pino de dez pinos), dando-lhes uma aparência geral semelhante a uma vela e têm um peso máximo de cerca de 1,13kg cada.  O boliche de candlepin usa a mesma numeração de pinos e o mesmo formato para arranjar fisicamente os pinos (em triângulos equiláteros) que o esporte de dez pinos usa. Além disso, como no boliche de dez pinos, devido ao espaçamento dos pinos (12 polegadas, o que é cerca de 30cm, centro a centro), é impossível para a bola atingir todos. No entanto, enquanto no jogo de dez-pinos uma bola bem colocada (geralmente entre o pino 1 e pino 2 e 3) pode derrubar todos os dez pinos (um "strike" se for a primeira bola em um frame) da reação em cadeia do pino atingindo o pino, no candlepin a espessura menor dos pinos torna o lançamento de um strike extremamente difícil. Para contar, o pino deve ser derrubado completamente; Em circunstâncias infelizes, um pino pode oscilar furiosamente ou, ainda mais frustrante, ser "chutado" para o lado por vários centímetros, mas ainda assim parar em pé, não sendo pontuado. É até possível que um pino derrubado rebata em um "recuo" lateral e retorne à posição ereta no deck de pinos da pista. No entanto, se um pino caído retornar à posição ereta, o pino ainda é contado como caído e é jogado como madeira viva. 
Além da linha de falta, há uma linha a 10 pés (cerca de 3 metros) mais adiante na pista, chamada de linha de lob, e a bola deve primeiro tocar a pista antes dessa linha, seja na aproximação ou nos primeiros três metros do leito da pista. Qualquer lançamento de bola "aéreo" que não faça contato com a aproximação ou o leito da pista antes da "linha de lob" constitui uma violação desta regra e é chamado de lob, com quaisquer pinos derrubados por tal bola não contando — e tais pinos não são redefinidos se a bola lançada não for a terceira e última tacada daquele jogador naquela caixa.
Também, uma terceira linha, centrada a 24 polegadas à frente do pino 1, está a linha de madeira morta, que define o limite máximo à frente que qualquer pino tombado ("madeira") pode ocupar e ainda ser legalmente jogável ("madeira viva").

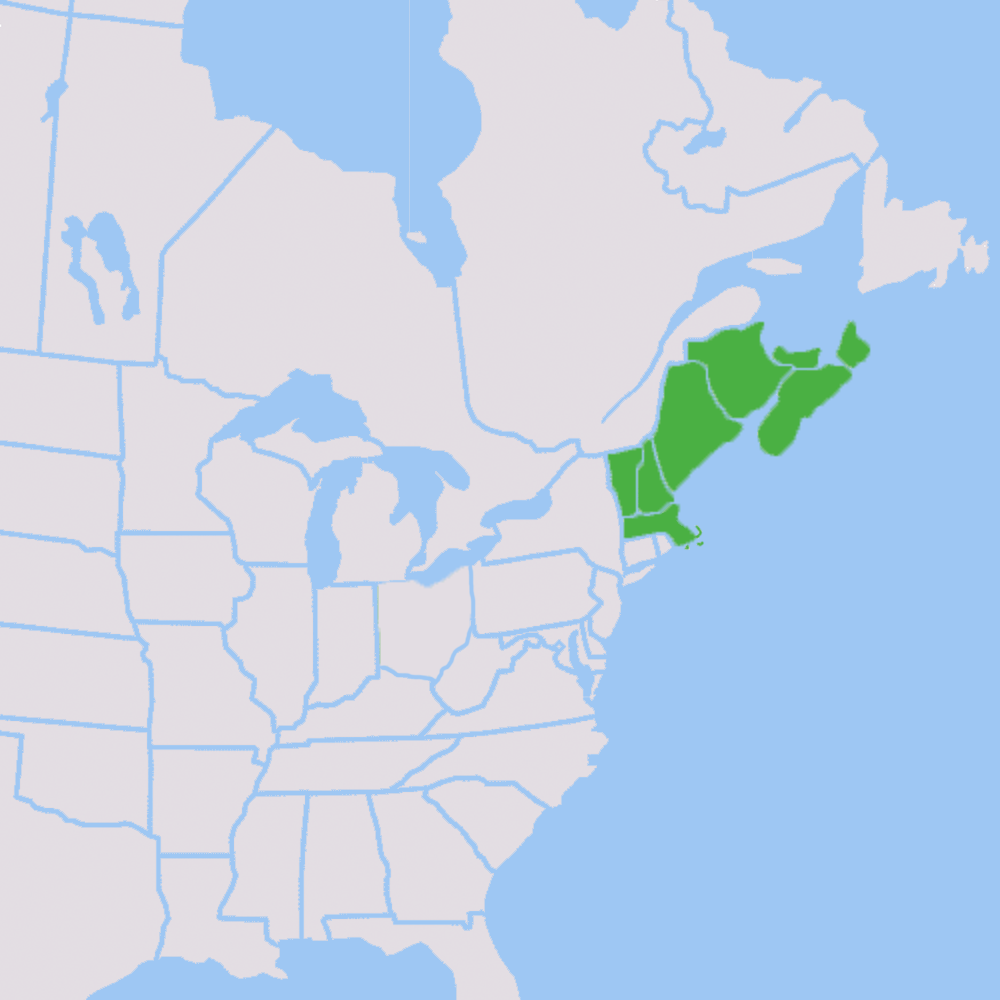
O boliche de vela regulamentado é praticado principalmente nos estados dos EUA e nas províncias canadenses que são coloridas de verde.

A bola usada no boliche de vela tem um peso máximo de cerca de 1,11kg e tem um diâmetro de aproximadamente 11,4cm  tornando-a a menor bola de boliche de qualquer esporte de boliche norte-americano. O peso quase idêntico da bola, quando comparado ao de apenas um pino de vela (cerca de 1,13kg) ,  faz com que as bolas desviem ao impactar pinos em pé ou caídos.
Um jogo de boliche com pinos de vela, frequentemente chamado de string na Nova Inglaterra, é dividido em dez rodadas, cada uma delas mais comumente chamada de "box", em vez de "frame" como no boliche de dez pinos. Em cada box normal, o jogador tem até três oportunidades de derrubar o máximo de pinos possível. No box final, três bolas são roladas, independentemente da contagem de pinos, o que significa que três strikes podem ser marcados no 10º box.
Uma característica única do esporte de candlepin é que os pinos caídos, chamados de madeira, não são removidos da área do deck de pinos entre as bolas, ao contrário dos esportes de boliche de dez pinos ou de pinos de pato. O arremessador, antes de lançar a segunda ou terceira bola de uma caixa, também deve esperar até que toda a madeira no deck pare. Dependendo de onde os pinos caídos estão localizados no deck de pinos e de seus ângulos após o término do movimento, a madeira pode ser uma grande ajuda ou obstáculo — em parte devido ao peso da bola ser quase igual ao de um candlepin — na tentativa de derrubar todos os pinos em pé para obter um spare ou 10 pontos num frame.
Em cada uma dos primeiros nove frames, o jogo prossegue da seguinte forma: O primeiro jogador lança sua primeira bola nos pinos. Os pinos que ele derruba são contados e pontuados. Então o jogador rola uma segunda e uma terceira bola em quaisquer pinos restantes. Se todos os dez pinos forem derrubados com a primeira bola (um strike), o jogador recebe dez pontos mais a contagem nas próximas duas rolagens, os pinos são limpos, um novo conjunto colocado. Se todos os dez pinos forem derrubados com duas bolas (um spare), o jogador recebe 10 pontos mais a contagem da próxima bola (que ainda está pra ser jogada), os pinos são limpos e reiniciados. Se todas as três bolas forem necessárias para derrubar todos os pinos, a pontuação para esse frame é simplesmente dez, e conhecida na Nova Inglaterra como um ten-box.  Se mais de um jogador estiver jogando na mesma pista ao mesmo tempo, os jogadores de boliche normalmente rolam dois frames completos antes de ceder a pista para o próximo jogador de boliche.
No décimo frame, o jogo é semelhante, exceto que um jogador que marca um strike recebe duas bolas adicionais, enquanto um spare ganha uma bola adicional. Três bolas são roladas no décimo frame, em qualquer uma das possibilidades. 
Em jogos de liga, um arremessador pode lançar dois ou cinco frames por vez, dependendo das regras da liga. O formato de cinco frames às vezes é chamado de "liga rápida" e também é típico de torneios. Quando um arremessador lança blocos de cinco frames, cada período é normalmente chamado de "metade".

### Faltas
Uma falta (pontuada com um F em alguns sistemas de pontuação computadorizados) refere-se a uma bola que primeiro rola para a calha e depois atinge madeira morta (pinos caídos que repousam na calha) ou salta para fora da calha e atinge um pino em pé, uma bola de "lob" que não toca nem a pista de aproximação nem a pista a uma distância de três metros da pista antes da linha de lob, ou como em dez-pinos e pinos de pato, um rolamento feito quando o pé de um arremessador cruza a linha de falta.
Uma falta sempre marca zero (0) para o lançamento daquela bola. Um jogador pode recolocar os pinos após uma falta na primeira ou segunda bola, desde que nenhum pino tenha sido legalmente derrubado naquela caixa. Portanto, se na primeira bola houver uma falta ou zero, e na segunda bola o arremessador cometer uma falta e derrubar pinos, os pinos podem ser recolocados, permitindo ao arremessador a oportunidade de pontuar em sua terceira bola. Derrubar todos os dez pinos após recolocar imediatamente após uma falta na primeira bola resulta em um spare. Faltas em todas as três tentativas marcam um zero naquele frame.
Se a primeira bola derrubar pelo menos um pino, o suporte não poderá ser redefinido devido a uma falta subsequente. Os pinos derrubados por uma bola de falta (uma bola rolada para a calha, uma bola lançada, uma bola lançada por um arremessador cruzando a linha de falta com o pé) — sejam eles parados, de madeira jogável ou pinos na calha — permanecem no chão e reduzem o número máximo de pinos a serem contados para a caixa. Portanto, se houver seis pinos parados após a primeira bola, uma falta na bola seguinte que consiga derrubar os seis pinos restantes significa que o quadro está encerrado, com uma pontuação de 4. No entanto, se a bola de falta derrubar apenas alguns dos seis pinos parados, uma terceira bola ainda pode ser rolada para tentar derrubar os pinos restantes em pé. Neste exemplo, a pontuação bruta para cada arremesso pode parecer "4 4 2", mas após o ajuste para a segunda bola de falta, a pontuação real é "4 F 2". Uma lógica semelhante se aplica quando se rolam duas bolas boas e se comete uma falta na terceira tentativa: o frame termina e apenas os pinos derrubados nas duas primeiras tentativas são registrados para a pontuação daquele frame. 
Enquanto a maioria dos becos de pinos de vela possui sistemas de pontuação automatizados e, portanto, sab e quando acionar um armador de pinos de vela para limpar e recolocar os pinos; outras pistas, especialmente as mais antigas, que exigem um método manual para iniciar o armador de pinos, possuem um botão, ou pedal de acionamento montado no chão, para iniciar a limpeza e a recolocação dos pinos pelo armador de pinos, acionado eletricamente. Antes da era da estreia das unidades de armador de pinos motorizadas Bowl-Mor em 1949,  assim como os de dez pinos, os pinos de vela eram colocados por trabalhadores chamados "pinboys".

## Terminologia
Muitos termos relacionados a pinos de vela denotam combinações de pinos que permanecem de pé após a primeira bola ter sido lançada. Exemplos desses termos incluem: 
Pino da frente
O pino 1, que fica na frente dos outros pinos. 
pino rei
O pino 5, que fica no centro dos pinos e diretamente atrás do pino da frente. 
Madeira
Os pinos caídos que ficam entre os pinos de pé, muitas vezes são usados estrategicamente para derrubar vários pinos de pé que podem estar bem distantes.
Madeira morta
Pinos caídos na calha, ou pinos que ultrapassaram o limite da linha de madeira morta (ou tocam nela). A madeira morta na pista deve ser removida antes que o lançador possa lançar sua próxima bola, enquanto a madeira morta na calha é deixada no lugar. Se uma bola lançada atingir qualquer madeira morta antes de atingir qualquer madeira ou pinos na pista, então essa bola é considerada "morta" e quaisquer pinos derrubados por ela não contam para a pontuação do lançador.
Marca
Um spare ou strike.
Quatro Cavaleiros
Quatro pinos em uma linha diagonal, do pino da cabeça para fora;  se for 1–2–4–7, é conhecido como "Quatro cavaleiros, lado esquerdo" e se for 1–3–6–10, é conhecido como "Quatro cavaleiros, lado direito". O termo usual para dez-pinos para uma folha sobressalente desse tipo é "cerca de estacas" (usada para um spare diferente em candlepin) ou "varal".
Águia Espalhada
Uma configuração dividida consistindo de 2–3–4–6–7–10, causada pelo primeiro tiro atingindo o pino da frente muito diretamente, levando à falha na dispersão dos pinos.  Vídeo da "águia espalhada" sendo deixada e depois convertida
Diamante
Quatro pinos que formam uma configuração em forma de diamante,  o 2–4–5–8, conhecido como "diamante do lado esquerdo", o 3–5–6–9, conhecido como "diamante do lado direito", ou o 1–2–3–5, conhecido como "diamante central" (essa mesma configuração, para qualquer uma das três configurações mencionadas, é geralmente chamada de "balde" no boliche padrão de dez pinos e, embora seja muito difícil convertê-lo em um spare no boliche de vela, no boliche de dez-pinos um spare geralmente é feito dele por um jogador experiente).
Metade Worcester
Talvez o termo mais característico usado no jogo. Isso ocorre quando a primeira tacada atinge o pino 2 ou 3 diretamente, e derruba (ou elimina) apenas esse pino e o imediatamente atrás dele;  quando apenas os pinos 2 e 8 caem, é uma "Meia Worcester Esquerda", e quando apenas os pinos 3 e 9 caem, é uma "Meia Worcester Direita". Segundo a lenda, o termo foi cunhado quando um time de Worcester e um time de Boston estavam competindo na rodada semifinal de um torneio estadual realizado em algum momento da década de 1940; no final da última partida da rodada, precisando de uma marca, um dos arremessadores do time de Worcester "eliminou" apenas dois desses pinos com sua primeira bola, levando um membro do time de Boston a provocá-lo dizendo: "Você está na metade do caminho de volta para Worcester!"  Às vezes, diz-se que um jogador receberá "um por jogo", referindo-se ao Half Worcester.
Worcester completo
Derrubando 2–3–8–9, ou dois Half Worcesters.
Quarter Worcester
Outro termo derivado do Half Worcester, que derruba metade dos pinos — apenas os de 2 pinos ou apenas os de 3 pinos.
Triplo
Uma série de três jogos. Quando pronunciada, segue um total aproximado da série, como "500-triplo", significando que o arremessador obteve 500 ou mais em três jogos. Triplo também pode se referir a três strikes consecutivos obtidos por um arremessador – outras formas de boliche chamariam isso de "Turkey".
Martelo
Um arremesso em que todos os 10 pinos são derrubados quase simultaneamente.
Hi-Lo-Jack
Um spare dos pinos nº 1, 7 e 10. Essa configuração também foi preparada para ambos os competidores tentarem na conclusão do programa semanal "Candlepin Bowling" da WCVB/WHDH, apresentado por Don Gillis/Jim Britt, que ocorreu de 1958 a 1996. Para cada semana em que o spare não fosse feito, o prêmio "Hi-Lo-Jackpot" aumentaria em US$ 25,00.
Woolworth Split
um spare onde restam apenas os pinos 5 e 10.

## Na cultura popular

### Literatura
No The New York Times, a crítica Cathleen Schine chamou o romance Bowlaway de Elizabeth McCracken de 2019 de "uma história do boliche de vela da Nova Inglaterra", o esporte servindo como "o leitmotiv improvável, destruidor e arrítmico do romance". 

### Filme
O filme The Holdovers de 2023 mostra os personagens jogando boliche com velas.  

### Televisão
Em Os Simpsons, o episódio "A Nova Cidade" (original "The Town") da vigésima-oitava temporada mostra o esporte.

## Links externos
- Associação Internacional de Boliche Candlepin
- Map showing locations of Candlepin, Duckpin, 5 Pin and 9 Pin Centers of North America

Predefinição:Bowling